# Jurassic World
Jurassic World är en amerikansk science-fiction-äventyrsfilm som hade biopremiär i USA den 12 juni 2015, regisserad av Colin Trevorrow och skriven av Rick Jaffa & Amanda Silver och Derek Connolly & Trevorrow. Det är den fjärde delen i Jurassic Park-serien.

## Om filmen
Universal Pictures hade för avsikt att starta produktionen på en fjärde Jurassic Park-film 2004 med biopremiär i mitten av sommaren 2005, men filmen gick in i ett decennium av development hell då manuset omarbetades flera gånger. Steven Spielberg, regissören för de två första Jurassic Park-filmerna, jobbade som exekutiv producent. Thomas Tull jobbade också som exekutiv producent; hans produktionsbolag, Legendary Pictures, finansierade cirka 20 procent av filmens budget. Frank Marshall och Patrick Crowley producerade filmen.
Jurassic World hade biopremiär den 10 juni 2015 i över 60 länder. Filmen fick positiva recensioner från filmkritiker, som berömde dess visuella effekter och musik men kritiserade dess ton och manus. Filmen har genererat över 1.6 miljarder dollar i biljettintäkterna och satte flera rekord, inklusive den största premiärhelgen i Nordamerika och runt om i världen. Utan inflationsjustering blev filmen den tredje mest inkomstbringande filmen genom tiderna och den högst inkomstbringande filmen i serien. En uppföljare är planerad att ha biopremiär den 22 juni 2018.

## Handling
Filmen utspelar sig tjugotvå år efter händelserna i den första Jurassic Park-filmen, på den fiktiva ön Isla Nublar där man har upprätthållit en fullt fungerande dinosaurie-nöjespark under tio år. Nöjesparken Jurassic World öppnas nu för första gången för besökare. John Hammonds dröm har alltså äntligen blivit verklighet. De har även genmanipulerat fram en ny dinosaurie, kallad Indominus Rex, som är en hybrid mellan däggdjur och dinosaurie, allt detta för att locka fler besökare. Men Indominus Rex är så smart att den lyckas bryta sig ut, allt blir kaos när den ger sig på besökarna och springer lös över hela ön. Owen och soldater från InGen försöker döda Indominus Rex vilket visar sig vara omöjligt med vanliga vapen. Då släpps velociraptorerna ut för att förgöra Indominus. Men saker går inte som tänkt och raptorerna kommunicerar med Indominus. Owen som har fostrat raptorerna måste få tillbaka dem på sin sida i kampen. Indominus dödar sedan 3 av de fyra velociraptorerna och bara Blue är kvar. Parkens kung T-rex släpps ut för att besegra Indominus. Blue och T-rex kämpar hårt och pressar Indominus mot vattnet i hamnen. Där attackerar en Mosasaurus dold i vattnet Indominus och dödar denne. Filmen slutar med att T-rex ryter ut över parken.

## Rollista (i urval)
- Chris Pratt - Owen Grady[10]
- Bryce Dallas Howard - Claire Dearing[10]
- Vincent D'Onofrio - Vic Hoskins[11]
- Ty Simpkins - Gray Mitchell[10]
- Nick Robinson - Zach Mitchell[10]
- Omar Sy - Barry[12][13]
- B.D. Wong - Dr. Henry Wu
- Irrfan Khan - Simon Masrani[10]
- Jake Johnson - Lowery Cruthers[10]
- Lauren Lapkus - Vivian Krill[14]
- Brian Tee - Katashi Hamada[10]
- Katie McGrath - Zara[15]
- Judy Greer - Karen Mitchell[16]
- Andy Buckley - Scott Mitchell
- Eric Edelstein - Övervakare
- Colby Boothman - Hanterare[17]
- Jimmy Fallon - Sig själv[18]
- James DuMont - Hal Osterly
- Jimmy Buffett - Sig själv[19][20]
- Colin Trevorrow - Mr. DNA
- Brad Bird - Cameoroll[21]
- Jack Horner - Cameoroll[22]

## Dinosaurier
- Indominus rex
- Tyrannosaurus
- Velociraptor
- Apatosaurus
- Stegosaurus
- Triceratops
- Parasaurolophus
- Ankylosaurus
- Pteranodon
- Dimorphodon
- Mosasaurus

## Kritik
Den amerikanske regissören Joss Whedon har kritiserat filmen för att huvudkaraktärerna har varit klichéartade och samspelet mellan dem sexistiskt. Claire, en av huvudrollerna, framställs i början av filmen som en stel, känslokall kvinna som inte gillar barn och som dessutom saknar erfarenhet av fysiskt krävande situationer. Den manlige huvudrollen Owen framställs däremot mer som en god hjälte med erfarenhet, stor sinnesnärvaro och som en ledare under filmens räddningsuppdrag. Under filmens gång lär sig Claire, mycket tack vare Owen, att bli mer varmhjärtad och i slutet av filmen har hon förvandlats till en kvinna som kan visa omsorg och som tycker om barn. Joss Whedon menar att filmens handling förstärker fördomar om att kvinnan passar bäst som en modersgestalt som inte klarar sig utan en man.